# Ilgar Gurbanov
Ilgar Gurbanov (en azéri : İlqar Qurbanov), né le 16 juin 1982 à Bakou en Azerbaïdjan, est un footballeur international azerbaïdjanais, qui évolue au poste de milieu de terrain. 

## Biographie

### Carrière internationale
Ilgar Gurbanov compte 29 sélections et 1 but avec l'équipe d'Azerbaïdjan entre 2004 et 2008.

## Palmarès
- Avec le Qarabağ Ağdam
  - Champion d'Azerbaïdjan en 2014, 2015, 2016 et 2017
  - Vainqueur de la Coupe d'Azerbaïdjan en 2015